# Lavinová šňůra

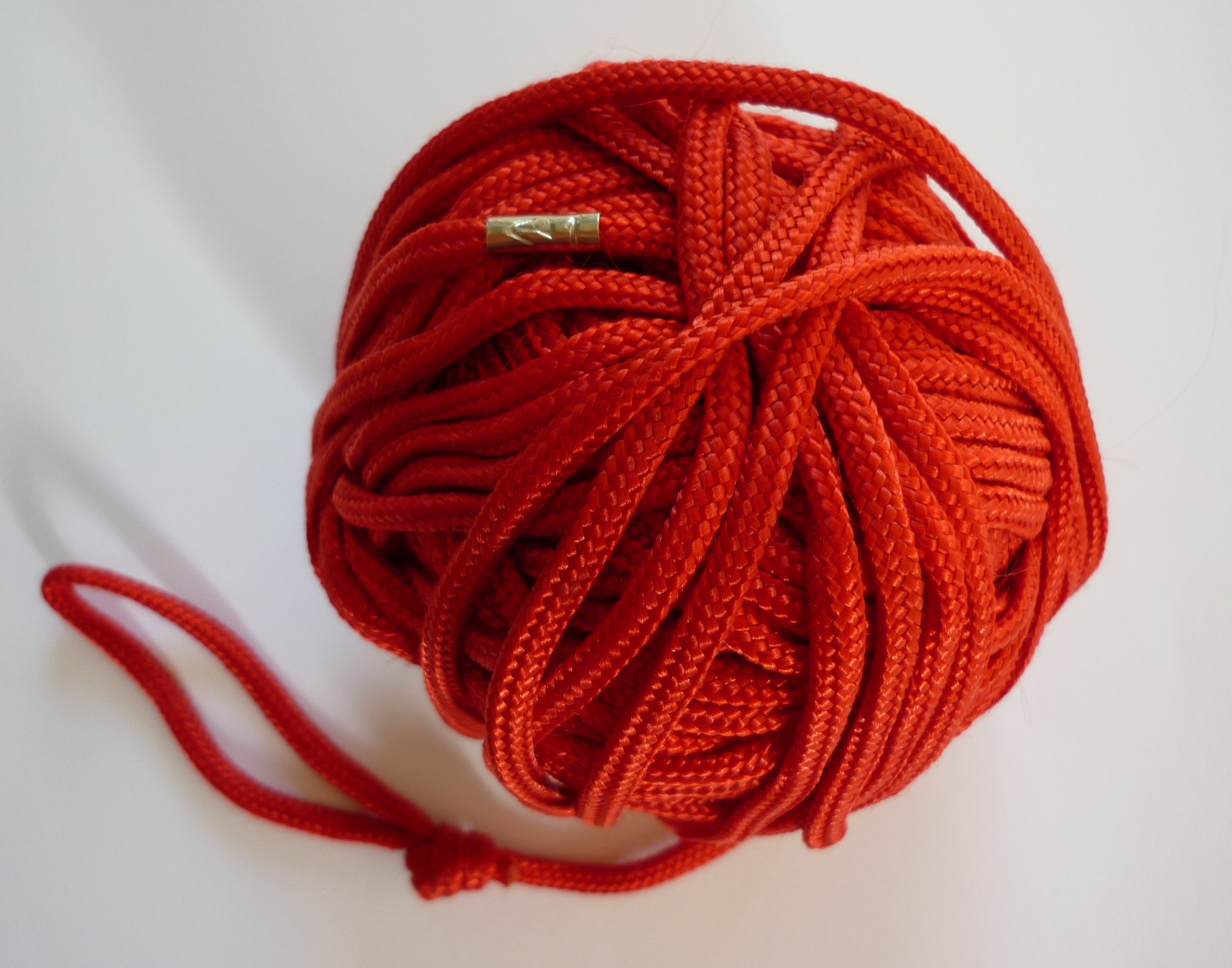
Lavinová šňůra

Lavinová šňůra je šňůra, které dříve používali lyžaři a alpinisté při pohybu v lavinovém terénu k urychlení nalezení v případě zasypání lavinou. Jednalo se o 20 – 30 metrů dlouhou, zhruba 3,5 mm silnou, červeně zbarvenou šňůru. Zpravidla na ní byly po jednom metru našité směrové značky. Konec, ke kterému směřovaly značky, měl uživatel uvázaný kolem pasu, zbytek svinutý do koule. V případě, že existovalo riziko zasypání lavinou, odhodil kouli a táhl šňůru za sebou. V případě jeho zasypání lavinou pak byla určitá šance, že díky své délce zůstane část šňůry na povrchu sněhu a umožní rychlou lokalizaci zasypaného. 

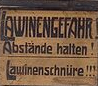
Prvoválečná varovná cedule před lavinami se zmíněním nutnosti použití lavinové šňůry

Lavinové šňůry byly součástí výbavy rakousko-uherských alpských jednotek během první světové války a využívány byly i lyžařskou veřejností. Nicméně už ve třicátých letech píše Luis Trenker o „lyžařích, kteří lavinovou šňůru nepoužívají, dokonce se ji stydí uvázat.“ Po vynálezu lavinových vyhledávačů jimi byla lavinová šňůra pro svou malou efektivitu a praktičnost vytlačena.
Z lavinové šňůry vývojově vychází lavinová pomůcka Avalanche Ball, u které je na konci 6 metrů dlouhé šňůry umístěn balón. Standardně má lyžař šňůru s balónem ve speciální kapse batohu, v případě zachycení lavinou ji odjistí a dojde k jejímu vystřelení. Díky pružinovému mechanismu se balón ve zlomku vteřiny rozvine. Díky svému objemu a hustotě zůstává balón na povrchu sněhu a je tak od něj po šňůře možné lokalizovat zasypaného. Avalanche Ball byl však přijat poměrně kriticky.